# Rozedranec krvavý
Rozedranec krvavý (Antennatus sanguineus) je paprskoploutvá ryba z čeledi rozedrancovití (Antennariidae).
Druh byl popsán roku 1863 americkým ichtyologem Theodorem Gillem

## Popis a výskyt
Maximální délka této ryby je 8,2 cm.
Barevnost ryby je variabilní, může mít žlutou, oranžovou, červenou, krvavou, hnědou, růžovou a fialovou s tmavými skvrnami na břiše. Tělo je pokryto třásnitými výrůstky (bradavicemi).
Byla nalezena ve vodách Východního Pacifiku, a to od Kalifornského zálivu po Peru, včetně Kokosových ostrovů a Galapág, také Ostrovů Neštěstí. Obývají skalnaté útesy v hloubce 0-40 m, běžná hloubka nálezu je 0-20 m.
Svou potravu láká na přívěsek zvaný ilicum, který je umístěn na čele.
Samice kladou pelagické jikry do velké vznášející se želatinové hmoty.